# Plaza de Armas

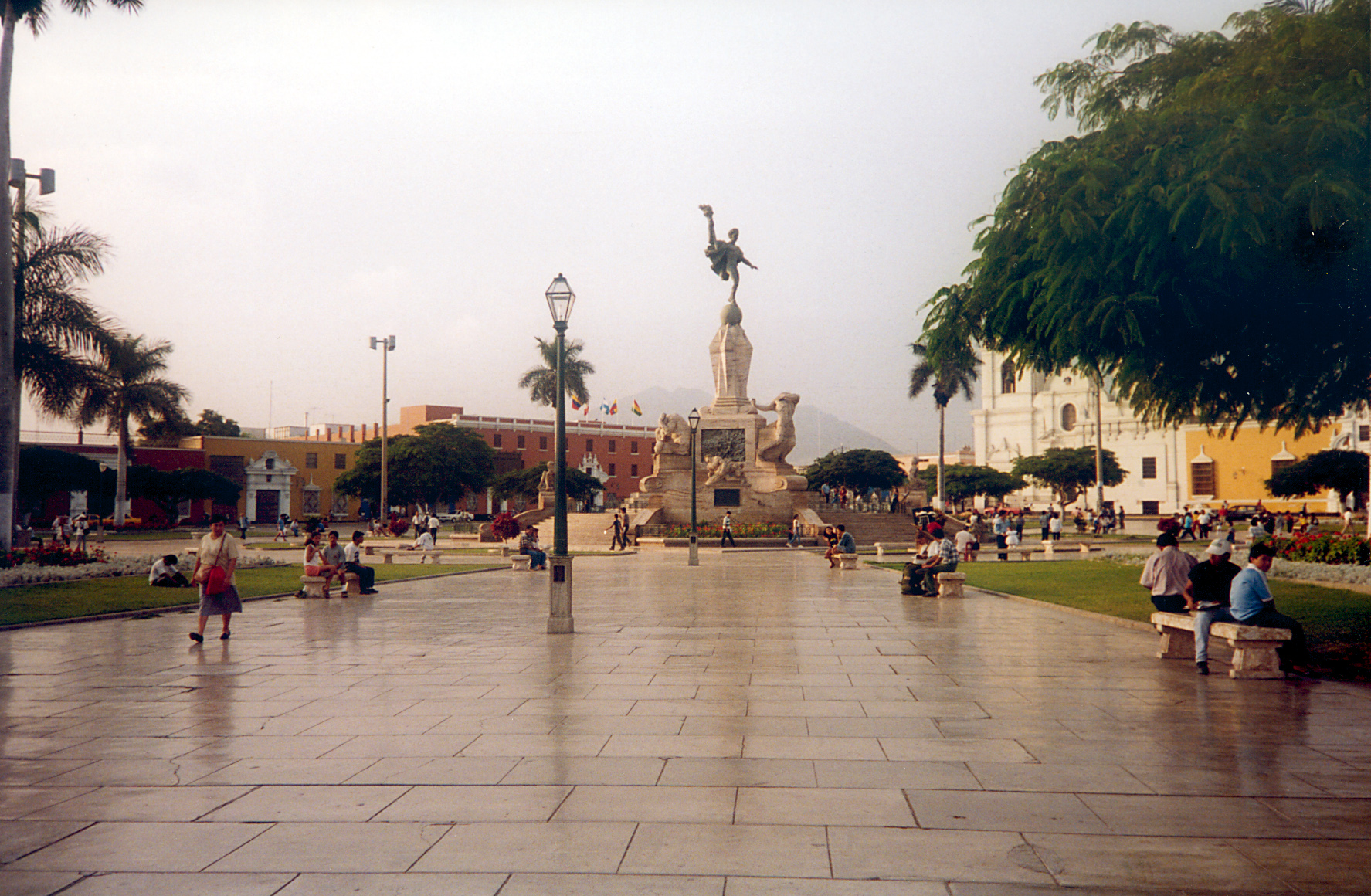
Plaza de Armas i Trujillo i Peru är ett av de största torgen i Peru. Det planlades av Francisco Pizarro och conquistadorerna.

Plaza de Armas är spanska och betyder "Vapentorget". Det används som namn på det viktigaste och mest centrala torget i många spanska och sydamerikanska städer. Ibland används det mer "civila" namnet "Plaza Mayor" ("Stora torget").
Städernas viktigaste byggnader brukar vara placerade vid torget, till exempel kyrkan, la Municipalidad (kommunförvaltningen) - i Spanien kallad "Ayuntamiento", och banken eller posten.
En alternativ benämning på torget i Spanien är ibland Plaza de Constitución (Författnings/Konstitutionsplatsen).